# Vloedmerk

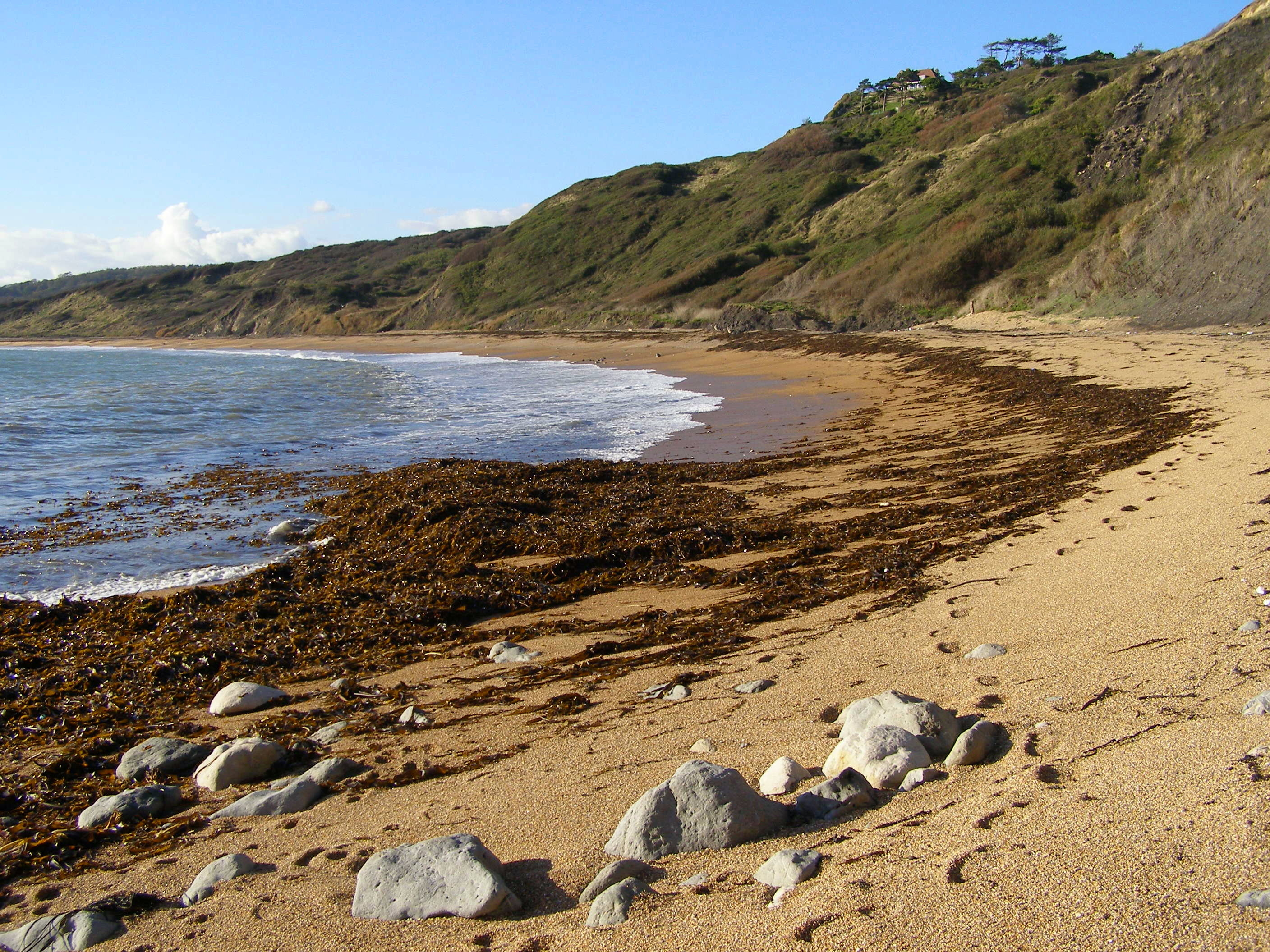
Vloedlijn op het strand van Ringstead aan de Engelse zuidkust

Het vloedmerk of de vloedlijn is een langgerekte strook die zich op het strand bevindt en overeenkomt met de laatste vloedstand.
Het vloedmerk is zichtbaar door een concentratie van veek (aanspoelsel) dat zich daar bevindt en die bestaat uit licht en drijvend materiaal, zoals lichte schelpen en zeewier maar ook licht afval als stukken schuimplastic. Van daar dat deze lijn vaak ook veekmerk genoemd wordt. De concentratie komt tot stand doordat het water enige tijd op hetzelfde niveau blijft, waarbij het materiaal door de brandingsgolven weliswaar heen en weer wordt gerold, maar uiteindelijk op het hoogste punt aanspoelt.
Soms zijn er twee vloedlijnen te vinden, bijvoorbeeld als er na een springvloed een gewone vloed is gekomen.
In het vloedmerk kunnen planten tot ontwikkeling komen die vanuit andere kusten werden aangevoerd. Zeeraket, loogkruid en gelobde melde zijn voorbeelden van vloedmerkplanten. De meeste daarvan zijn eenjarig. Omdat in de winter de vloed vaak hoger reikt dan in de zomer, zullen meerjarige planten het in een dergelijk milieu niet volhouden.
In tegenstelling tot de Angelsaksische landen heeft in Nederland en België de vloedlijn geen enkele juridische betekenis. De laagwaterlijn (tegenwoordig gedefinieerd als "Laagst Astronomisch Getij" (LAT) heeft wel juridische betekenis. In België is het de grens tussen de verantwoordelijkheid van Vlaanderen en van de Belgische Federatie. In Nederland is het de lijn vanaf waar de territoriale wateren gemeten worden.

## Golfoploop
De veekmerklijn werd in het verleden vaak systematisch gemeten om zo de maximale golfoploop bij een storm te bepalen. Door hier een statistische analyse op los te laten kon men de benodigde dijkhoogte bepalen zonder dat nauwkeurige golfhoogtemetingen nodig waren.

## Vloedpaal

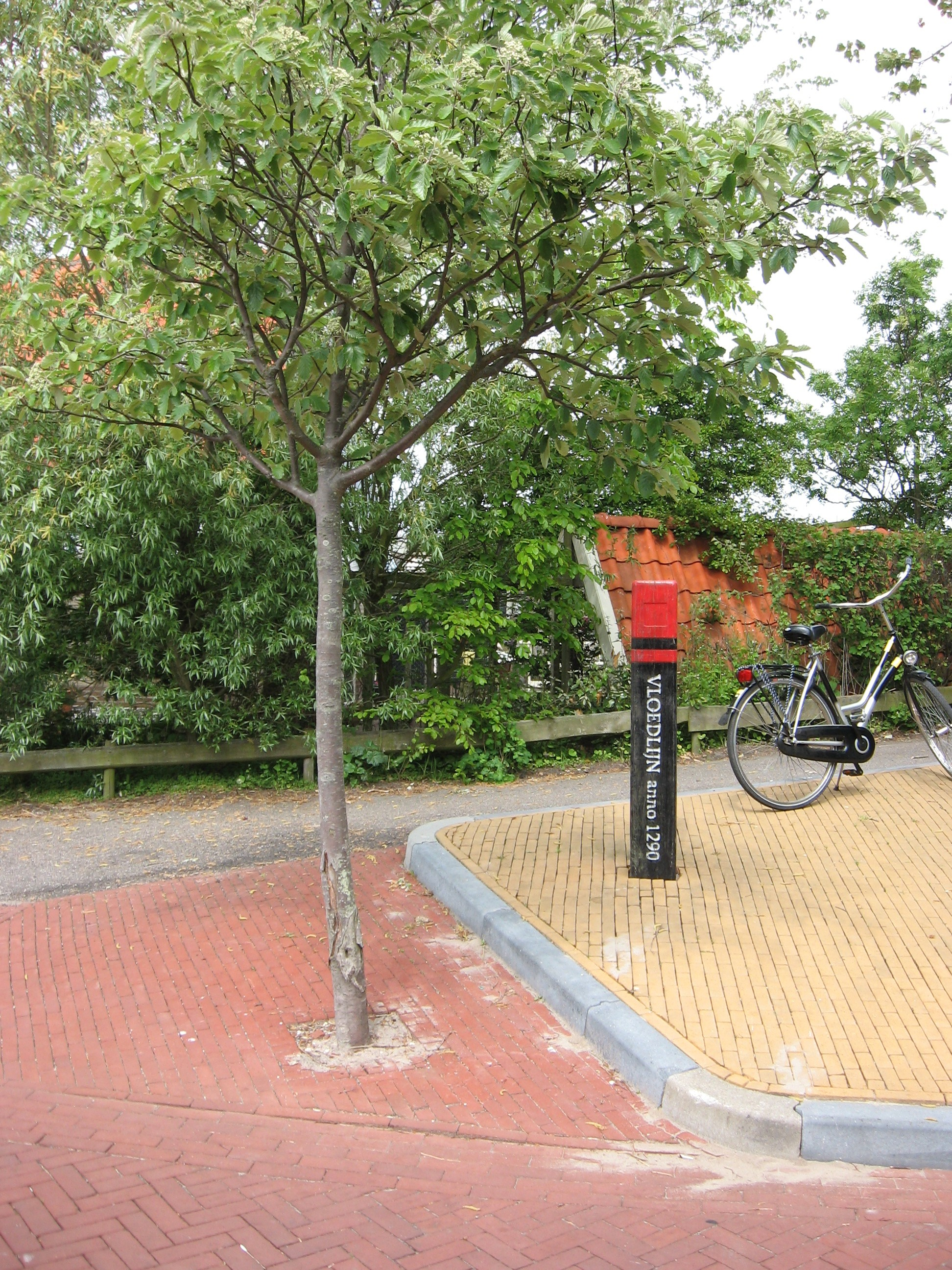
Vloedpaal met vloedlijnmarkering op Texel

Op sommige locaties wordt de -in de tijd verplaatste- vloedlijn met vloedpalen aangegeven. Dit kan met name op plekken waar behoorlijk wat kustaanwas is.

## Vloedmerk als hoogtemerk
Het woord 'vloedmerk' wordt ook gebruikt als merkteken dat de hoogte van een bepaalde stormvloed aangeeft. In veel oudere gebouwen in de kuststreek zijn gevelstenen met dit soort vloedmerken te vinden. De merken kunnen ook aan een paal gezet worden, waardoor een vloedpaal ontstaat zoals die in Maassluis.

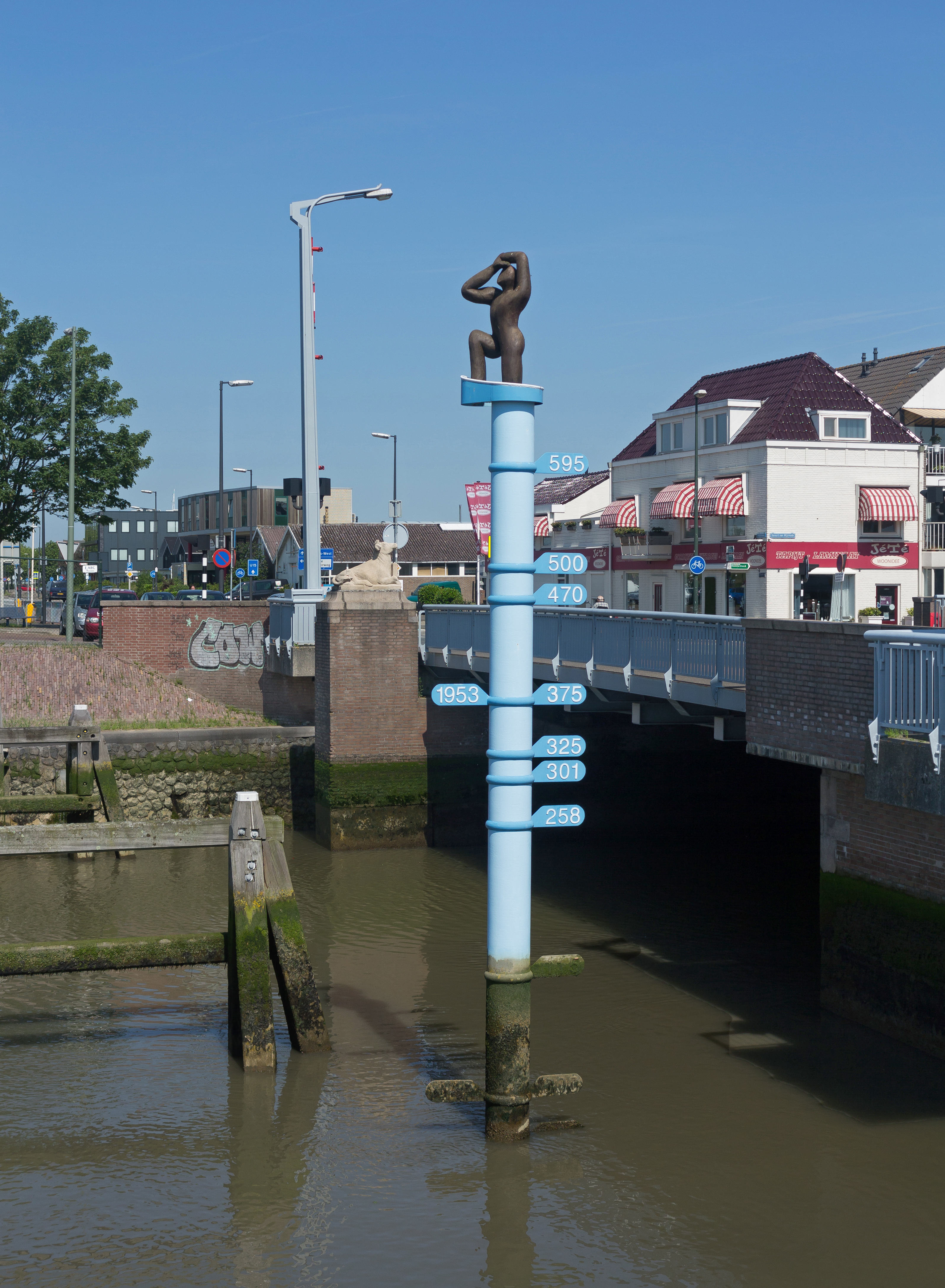
De vloedpaal in Maassluis